# زامبی فلسفی
در مبحث فلسفه ذهن و فلسفه‌ی ادراک، زامبی فلسفی موجودی فرضی است که تشخیص آن از یک انسان عادی ناممکن است اما دارای خودآگاهی، کیفیات ذهنی و درک نیست. برای مثال اگر به یک زامبی فلسفی با شیئی تیز ضربه بزنیم، هیچ‌گونه دردی را تجربه نمی‌کند، اما باز هم به‌شکلی واکنش می‌دهد که گویا احساس درد می‌کند. (ممکن است آخ بگوید، از وسیلهٔ دردآور دوری کند و بگوید که درد کشیده‌است).
پندار زامبی فلسفی، معمولاً در آزمایش‌های فکری علیه انواع فیزیکالیسم، مانند ماده‌باوری، رفتارگرایی و کارکردگرایی به‌کار می‌رود. فیزیکالیسم دیدگاهی است که ادعا می‌کند تمام جنبه‌های طبیعت انسان به‌وسیلهٔ قوانین فیزیکی توضیح داده می‌شوند. به‌طور خاص، تمام جنبه‌های ادراک را از دیدگاه عصب‌شناسی قابل توضیح می‌داند. برخی فیلسوفان مانند دیوید چالمرز استدلال می‌کنند که ازآن‌جاکه زامبی، از لحاظ فیزیولوژیکی از انسان تشخیص دادنی نیست؛ حتی احتمال وجود مجردش هم به‌صورت مستدلی فیزیکالیسم را رد می‌کند، زیرا نشان می‌دهد که وجود یک تجربهٔ خودآگاهانه، حقیقتی افزوده است. در مقابل فیزیکالیست‌هایی مانند دنیل دنت پاسخ می‌دهند که زامبی‌هایی از نوعی که چالمرز بیان می‌کند از لحاظ منطقی خودناسازگار هستند و در نتیجه وجود آن‌ها ناممکن است.

## انواع زامبی
گرچه زامبی فلسفه به‌طور گسترده در آزمایش‌های فکری استفاده می‌شود، بسط جزئیات این مفهوم همواره یکسان نیست. زامبی‌های فلسفی برای استدلال در مقابل انواع مشخصی از فیزیکالیسم، مانند رفتارگرایی بیان شده بودند. برمبنای رفتارگرایی، حالت‌های ذهنی تنها به‌صورت رفتار وجود دارند: باور، میل، اندیشه، خودآگاهی و غیره، در واقع شکل‌های خاصی از رفتار، یا گرایش به رفتاری خاص هستند. در نتیجه وجود یک زامبی که از لحاظ رفتاری از یک انسان غیرقابل تشخیص است، اما تجربه‌های خودآگاهانه ندارد، بر اساس رویکرد رفتارگرایی، به‌صورت منطقی ناممکن است. پس استدلال برمبنای وجود یک زامبی فلسفی، نوعی گزاره علیه رفتارگرایی ارائه می‌دهد. حامیان استدلال زامبی فلسفی به‌طور کلی می‌پذیرند که وجود این زامبی‌ها از لحاظ فیزیکی ممکن نیست، اما مخالفان ادعا می‌کنند که این زامبی‌ها از لحاظ متافیزیکی یا حتی منطقی امکان‌پذیر نیستند.
ویژگی مشترک پندارهای گوناگون زامبی فلسفی، فرض کردن انسانی بدون تجربهٔ خودآگاهی است، اما می‌توان انواع مختلف زامبی‌هایی که در آزمایش‌های فکری مختلف استفاده می‌شوند را به‌صورت زیر تقسیم‌بندی کرد:
- زامبی رفتارگرایانه که از لحاظ رفتاری از انسان قابل تشخیص نیست.
- زامبی نورولوژیکی که داری مغز و فیزیولوژی مشابه انسان است.[۳]
- زامبی بی‌روح که بدون روح است.

## استدلال برمبنای زامبی
استدلال‌های زامبی معمولاً با این هدف ارائه می‌شوند که نشان دهند زامبی‌ها از لحاظ متافیزیکی «ممکن» هستند. به‌این ترتیب این گزاره‌ها نوعی از دوگانه‌گرایی را پشتیبانی می‌کنند. در این‌جا منظور از دوگانه‌گرایی، نگاهی است که باور دارد جهان شامل دو کیفیت یا ذاتِ ذهنی و مادی است.  برمبنای فیزیکالیسم، حقایق فیزیکی حقایق دیگر را تعیین می‌کنند. از آن‌جا که تمامی حقایق، به‌جز تجربهٔ خودآگاهی برای زامبی مشابه انسان است؛ فیزیکالیسم با باید ادعا کند وجود این زامبی‌ها ممکن نیست یا آن‌ها را کاملاً مشابه انسان‌های عادی بداند.
استدلال زامبی (که به‌طور مثال توسط سول کریپکی بیان شده‌است)، گونه‌ای از استدلال برمبنای منطق موجهات علیه نوعی از فیزیکالیسم است که به آن نظریه این‌همانی ذهن می‌گویند. استدلال‌های دیگر به‌صورت چشم‌گیری در دههٔ ۱۹۷۰ توسط تامس نیگل (از ۱۹۷۰ تا ۱۹۷۴) و رابرت کیرک(۱۹۷۴) پیشرفت کردند. اما استدلال کلی به‌صورت دقیق به‌وسیلهٔ دیوید چالمرز در کتاب ذهن خودآگاه (۱۹۹۶) توسعه پیدا کرد. چالمرز می‌گوید:«زامبی‌ها احتمالاً از لحاظ طبیعی ممکن نیستند. احتمالاً آن‌ها نمی‌تواند در جهان ما، با این قوانین طبیعی، وجود داشته باشند» اما به‌گفتهٔ چالمرز، می‌توان به‌صورت خودسازگار جهانی سراسر زامبی‌گون را تصور کرد، جهانی که از لحاظ فیزیکی از این جهان قابل تشخیص نباشد اما بدون هرگونه تجربهٔ خودآگاهانه باشد. همتای هر موجود خودآگاه در دنیای ما، یک زامبی فلسفی خواهد بود. از آن‌جاکه چنین جهانی قابل تصور است، چالمرز ادعا می‌کند این جهان، ممکنِ متافیزیکی است، این فرض استدلال را کامل می‌کند.
1. برمبنای فیزیکالیسم، هرچه در جهان وجود دارد (از جمله ناخودآگاهی) فیزیکی است.
2. در نتیجه، با فرض درستی فیزیکالیسم، اگر در یک دنیای ممکن متافیزیکی، تمام حقایق فیزیکی مانند دنیای واقعی باشد، آن جهان باید دارای هرچیزی باشد که در دنیای واقعی ما وجود دارد.
3. ما می‌توانیم دنیایی را تصور کنیم که از لحاظ فیزیکی نسبت به دنیای ما غیرقابل‌تشخیص باشد، اما در آن هیچ‌گونه خودآگاهی وجود نداشته باشد (جهان زامبی) از این‌جا نتیجه می‌گیریم (برمبنای استدلال چالمرز) که چنین دنیایی ممکنِ متافیزیکی است.
4. در نتیجه فیزیکالیسم نادرست است. این نتیجه‌گیری نتیجه‌ی منطقی ۲ و ۳، بر اساس نفی تالی است.

گزارهٔ بالا، دستورسازی قوی استدلال زامبی است. دستورسازی‌های دیگری از استدلال‌های زامبی‌گون هستند که از همان ساختار کلی پیروی می‌کنند. فرض اولیهٔ استدلال‌های گوناگون زامبی، فرض استدلال زامبی کلی را به‌عنوان پیش‌فرض در نظر می‌گیرد. یک استدلال زامبی‌گون کلی تاحدی ناشی از اختلافی بالقوه میان دیدگاه‌های مختلف آنتی‌فیزیکالیستی است. به‌طور مثال یک دیدگاه آنتی‌فیزیکالیستی می‌تواند همواره ادعا کند که زامبی‌ها ناممکنِ متافیزیکی هستند، اما کوالیای وارونه (مانند گسترهٔ رنگ وارونه) یا کوالیای ناکامل (نیمه-زامبی بودن) ممکنِ متافیزیکی هستند. پیش‌فرض‌هایی که کوالیای وارونه یا ناکامل را در نظر می‌گیرند می‌توانند به‌جای پیش‌فرض زامبی کامل قرار بگیرند و گونه‌های مختلفی از استدلال زامبی فلسفی را بسازند. امکان وجود متافیزیکی یک جهان که از لحاظ فیزیکی غیرقابل تشخیص از جهان فعلی باشد و دارای کوالیای وارونه یا ناکامل باشد، نتیجه می‌دهد که حقایق فیزیکی، به‌صورت متافیزیکی حقایق پدیده‌ای را بایسته نمی‌کنند. برای (دستورسازی) فرمول‌بندی حالت کلی استدلال زامبی، گزارهٔ P را درست در نظر می‌گیریم، اگر و تنها اگر عطف تمام حقیقت‌های فیزیکی جهان ما، درست باشد. گزارهٔ Q را درست در نظر می‌گیریم، اگر و تنها اگر، پاره‌ای از حقایق پدیده‌ای که در جهان واقعی درست هستند، در آن جهان درست باشند. گزارهٔ کلی به‌صورت زیر است:
1. قابل تصور است که P درست و Q نادرست باشد.
2. اگر قابل تصور باشد که «P درست و Q نادرست باشد»، آن‌گاه از لحاظ متافیزیکی امکان‌پذیر است که که P درست و Q نادرست باشد.
3. اگر ممکنِ متافیزیکی باشد که P درست و Q نادرست باشد، آن‌گاه فیزیکالیسم نادرست است.
4. در نتیجه، فیزیکالیسم نادرست است.[۶]

در جهانی فرضی که یکی از گزاره‌های زیر درست باشد، Q می‌تواند نادرست باشد: ۱) دست‌کم یک کوالیای وارونه نسبت به جهان واقعی وجود دارد. ۲) دست‌کم یک کوالیای ناموجود نسبت به دنیای واقعی وجود دارد. ۳) همهٔ موجودات واقعی که آن‌ها را خودآگاه می‌دانیم، در واقع زامبی هستند. (همهٔ کوالیاها در واقع کوالیای ناموجود هستند.)

## واکنش‌ها
استدلال چالمرز از لحاظ منطقی درست است. اگر فرض‌های آن درست باشند، نتیجه‌گیری آن هم باید درست باشد. با این‌حال، فیلسوفان دیگر در درستی فرض‌های آن چون و چرا می‌کنند. به‌طور مثال، آن‌ها می‌پرسند آیا چنین دنیایی واقعاً ممکن است؟ چالمرز ادعا می‌کند «قطعاً به‌نظر می‌رسد که شرایط توصیف شده، خودسازگار است؛ من نمی‌توانم هیچ ناسازگاری در آن بیابم.» این مسئله ما را به سوالی در رابطه با مفهوم «امکان» می‌رساند: آیا با همان شکلی که گزارهٔ ۲ «ممکن است» گزارهٔ ۳ هم «ممکن است»؟ بیش‌تر فیزیکالیست‌ها ممکن بودن فرض‌های گزارهٔ زامبی را نمی‌پذیرند.
بسیاری از فیزیکالیست‌ها استدلال می‌کنند که این گزاره با توصیف خودش، خودش را بیرون می‌کند؛ بنیان استدلال فیزیکالیستی می‌گوید، جهان به‌کلی به‌وسیلهٔ فیزیکش تعریف می‌شود، در نتیجه جهانی که از لحاظ فیزیکی با این جهان همسان باشد، لزوماً دارای خودآگاهی هم خواهد بود، چراکه شرایط مشابه با شرایط فیزیکی جهان ما، حتماً موجب زایش خودآگاهی می‌شود.
می‌توان ادعا کرد که زامبی‌ها، ممکنِ منطقی هستند اما ممکنِ متافیزیکی نیستند. اگر امکان منطقی، همواره امکان متافیزیکی را دربرنگیرد، آن‌گاه امکان منطقی زامبی، برای امکان متافیزیکی آن‌ها کافی نخواهد بود. استدلال زامبی ادعا می‌کند که می‌توان برمبنای قدرت استدلال نشان داد که «سناریوی زامبی» ممکنِ متافیزیکی است. چالمرز می‌گوید:«بیان‌کنندگان استدلال زامبی، از تصورپذیری زامبی‌ها، به امکان متافیزیکی آن‌ها پی می‌برند.» و استدلال می‌کند «گرچه این استدلال به‌صورت کلی درست نیست، برای مفهوم‌های پدیداری، مانند خودآگاهی درست است؛ زیرا ما باید به بینش کریپکه پایبند باشیم که بیان می‌کند، برای مفهوم‌های پدیداری، شکافی میان اشاره و اشاره‌ساز (یا میان خیال بنیادین و خیال دومی) نیست» به‌گفتهٔ چالمرز، هرآن‌چه ممکنِ منطقی است، در گرد بحث فعلی ما، ممکنِ متافیزیکی هم هست.

### یادداشت
1. ↑  Kirk, Robert. "Zombies". The Stanford Encyclopedia of Philosophy (Summer 2009 Edition), Edward N. Zalta (ed.).
2. ↑  Chalmers, D. (1996): The Conscious Mind, Oxford University Press, New York.
3. ↑  Harnad, Stevan (2000). "Minds, Machines, and Turing: The Indistinguishability of Indistinguishables". 9 (4). Journal of Logic, Language, and Information: 425–445. {{cite journal}}: Cite journal requires |journal= (help)
4. ↑  Robinson, Howard. "Dualism". The Stanford Encyclopedia of Philosophy (Fall 2009 Edition), Edward N. Zalta (ed.).
5. ↑  Chalmers, 2003, p. 5.
6. ↑  Chalmers, 2010, p. 106-109
7. ↑  Chalmers, 1996, p. 96.
8. ↑  Chalmers, 1996, pp. 67–68.